# Asemonea virgea
Asemonea virgea är en spindelart som beskrevs av Wesolowska, Szüts 2003. Asemonea virgea ingår i släktet Asemonea och familjen hoppspindlar. Inga underarter finns listade i Catalogue of Life.